# Хенри Форк (Вирџинија)
Хенри Форк (енгл. Henry Fork) насељено је место без административног статуса у америчкој савезној држави Вирџинија.

## Демографија
По попису из 2010. године број становника је 1.234.
| Група             | 2000.    | 2010.       |
| Белци             | 0 (0,0%) | 790 (64,0%) |
| Афроамериканци    | 0 (0,0%) | 231 (18,7%) |
| Азијати           | 0 (0,0%) | 1 (0,1%)    |
| Хиспаноамериканци | 0 (0,0%) | 176 (14,3%) |
| Укупно            | 0        | 1.234       |